# Mathematics Genealogy Project
Mathematics Genealogy Project – internetowa baza danych odzwierciedlająca "genealogię" akademicką matematyków, tj. powiązania pomiędzy matematykami. Dany matematyk jest "rodzicem" innego matematyka, jeżeli był promotorem jego rozprawy doktorskiej, natomiast doktorant nazywany jest jego potomkiem naukowym. Osoby powiązane ze sobą relacją promotor-doktorant tworzą rodzinę naukową.